# Philippe Brunet
Philippe Brunet, nascut el 23 de juny de 1960, és un hel·lenista i un dramaturg francès. Ensenya el grec antic a la universitat de Rouen i és autor d'una traducció de la Ilíada al francès.

## Biografia
El 1992 defensà a la universitat París-IV Sorbonne, sota la direcció de Jean Irigoin, una tesi de métrica grega sobre el vers dactílic grec en la tragèdia grega (Le vers dactylique lyrique dans la tragédie grecque') Prossegueix a continuació les seves investigacions sobre la fonologia del grec antic, l'escansió d'aquesta llengua i la música grega antiga. Va practicar així la restitució oral del grec antic amb l'hel·lenista nord-americà Stephen G. Daitz, i ha formulat propostes de restitucions de la pronunciació del grec antic.
El 1995, Philippe Brunet fundà la companyia teatral Démodocos (anomenada així en referència a l'aede Demòdoc, personatge de l'Odissea), que du a terme espectacles que són adaptacions per l'escena de textos antics. Ha així ha portat a l'escena Els Perses, la trilogia de la Orestíada, Les Granotes, Antígona, Circe, amb decorats d'Emmanuel Collin i nombroses adaptacions de l'Odissea, sobretot al teatre del Nord Oest, a Avinyó, etc. És director del festival de teatre antic Dionysies fundat l'any 2006.

## Publicacions

### Traduccions
- Sappho, Poèmes et fragments (édition bilingue), L'Âge d'Homme, 1991
- La Batrachomyomachie d'Homère (texte établi par Yann Migoubert), précédée de Discours sur la Batrachomyomachie de Giacomo Leopardi, Paris, Allia, 1998
- Hésiode, La Théogonie, Les Travaux et les jours et autres poèmes, Livre de poche, 1999
- Sophocle, Antigone (édition bilingue), éditions du Relief, 2010
- Homère, Iliade, Seuil, 2010

### Altres obres
- La Naissance de la littérature dans la Grèce ancienne, Livre de Poche, 1997
- L'Égal des dieux. Cent versions d'un poème de Sappho, Paris, Allia, 2009
- Laura Antonelli n’existeix pas, París,Grasset, 2021